# Нана (вождь)
Нана (ок.1800 — 19 мая 1896) — воин и военный вождь чихенне, одной из групп чирикауа-апачей. Он был одним из самых прославленных воинов чирикауа и до конца жизни пользовался огромным уважением среди соплеменников.

## Биография
Нана родился приблизительно в 1800 году в общине Уорм-Спрингс, известной как апачи Тёплых Ключей. Он принадлежал к чихенне, одной из групп чирикауа-апачей. О его ранних годах почти ничего неизвестно.
После того, как белые переселенцы стали нарушать условия договора между правительством США и чирикауа, многие чихенне стали нападать на американцев. Нана присоединился к Кочису и Мангасу Колорадасу, с целью изгнать белых со своих земель. Кроме того, он участвовал во многочисленных рейдах в Мексику. В 1865 году Нана и ещё один вождь чихенне, Викторио, встретились с представителями американского военного командования, чтобы попытаться найти выход из затянувшегося конфликта, однако сделать этого не удалось. Нана и Викторио продолжали нападать на переселенцев и воровать у них скот и лошадей до 1871 года.
Когда в 1879 году Викторио начал новую войну, Нана принял в ней активное участие. В октябре 1880 года отряд мексиканских ополченцев, под командованием Хоакина Террасаса, окружил и атаковал лагерь чихенне. Викторио, как и большинство его воинов, погиб в завязавшемся бою. Нана оказался среди немногих, кому удалось спастись. Он собрал выживших и повёл остатки общины на север, в горы Сьерра-Мадре.
В июле 1881 года Нана совершил набег на территорию США. Небольшое количество апачских воинов сумело посеять панику среди белого населения Аризоны и Нью-Мексико. Отряд пересёк Рио-Гранде и направился на север. Его первыми жертвами стали ковбои, пасшие скот на юго-западе Техаса. Затем люди Наны отправились в горы Сакраменто, где к ним присоединилась небольшая часть мескалеро и общая численность воинов достигла 40 человек. За шесть недель отряд Наны преодолел более 1000 миль и участвовал в 12 боях, и ни разу не потерпел поражения. Апачи угнали около 200 лошадей и мулов, убили 50 американцев и множество ранили. Их преследовали 1000 солдат армии США и несколько сотен добровольцев. Закончив свой набег, отряд вернулся в Мексику.
Нана был пленён во время атаки его лагеря и отправлен в резервацию Сан-Карлос. Но в 1885 году он снова бежал и участвовал в сражениях вместе с Мангасом, Чиуауа и Джеронимо. Нана сдался в 1886 году и был отправлен в Форт-Мэрион, штат Флорида. В 1894 году ему разрешили поселиться в форте Силл, Территория Оклахома.
Нана скончался 19 мая 1896 года и был похоронен на кладбище апачей вблизи форта Силл.